# Grottammare
Grottammare – miejscowość i gmina we Włoszech, w regionie Marche, w prowincji Ascoli Piceno.
Według danych na styczeń 2009 gminę zamieszkiwało 15 496 osób przy gęstości zaludnienia 877,5 os./1 km².
Urodził się tutaj Felice Peretti, późniejszy papież Sykstus V.

## Historia
Nazwa miejscowości wywodzi się ze sformułowania „Grotte a mare”, czyli jaskinie nad morzem. Odnosi się ona do naturalnych jaskini znajdujących się po wschodniej stronie starej części miasteczka. Turystyczne dzieje Grottammare jako zdrowotnego, nadmorskiego ośrodka sięgają XVII wieku, kiedy to liczne rodziny zaczęły spędzać tam swoje wakacje. Popularyzacja tego miejsca oraz dobre warunki ekonomiczne sprawiły, że w XVIII wieku rozwój Grottammare przybrał szybsze tempo. Wtedy to zaczęła powstawać nowsza, nadmorska część miasta. W XIX wieku wielu lekarzy polecało to miejsce, jako bardzo dobry ośrodek terapeutyczny dla cierpiących na schorzenia skórne oraz choroby dróg oddechowych. W Grottammare pomieszkiwały także znane osobowości, między innymi Girolamo Bonaparte (Brat Napoleona) i sławny muzyk Franz Liszt, który to w 1868 roku tak opisał swoje doświadczenie związane z tym miejscem:
„Na zawsze zapamiętam tygodnie spędzone w Grottammare jako najlepsze i najsłodsze w moim życiu”.
W kolejnych latach miał miejsce rozwój rozrywkowej strefy, między innymi powstał ówcześnie bardzo popularny na całym wybrzeży Adriatyku nocny klub „Kursaal”, dziś przekształcony w muzeum.